# Damasko
Damasko es un fabricante de relojes de pulsera mecánicos y cronógrafos con sede en Barbing, Alemania.

## Historia
Damasko se fundó en 1994, aplicando al mundo de la relojería la tecnología de los materiales de alto rendimiento que su fundador, Konrad Damasko, desarrolló para aplicaciones como la industria aeroespacial. Hasta 2002, Damasko fue proveedor de cajas de relojes endurecidas para Sinn. En 2014, la firma lanzó sus primeros modelos basados en un movimiento de diseño propio. Anteriormente, sus relojes utilizaban movimientos de empresas como la suiza ETA.

## Tecnología
Damasko posee patentes sobre el uso de silicio policristalino para componentes, incluido el resorte. La empresa también ha desarrollado una aleación martensítica enriquecida con nitrógeno y sin níquel, endurecida hasta 64 HRC/800 Vickers.

## Premios y certificaciones
El Damasko DC56 fue certificado como reloj de pulsera oficial por los pilotos de pruebas del avión Eurofighter Typhoon.
En 2015, el Damasko DA38 fue nominado por la revista GQ magazine como uno de los mejores relojes para hombre por menos de 2000 €.